# Antonius van Baar
Antonius Johannes Hubertus van Baar (Oirschot, 30 januari 1816 - Oirschot, 26 januari 1889) was een Nederlands politicus.
Van Baar was een katholiek Tweede Kamerlid uit de tweede helft van de negentiende eeuw. Hij was advocaat en wethouder van Oirschot en nadien kantonrechter in Oirschot. Aanvankelijk was hij liberaal, maar in 1871 kandidaat voor de (conservatieve) katholieken. In de Kamer was hij een veelzijdig lid en volgens overlevering een praatgrage, gemoedelijke oude heer die van een grapje hield.
- Biografisch Portaal: 84897429
- Digitale Bibliotheek voor de Nederlandse Letteren: baar027
- International Standard Name Identifier: 0000 0003 9750 1751
- Nederlandse Thesaurus van Auteursnamen: 086895052
- Parlement.com: vg09lkxkwpt3
- Virtual International Authority File: 24994674
- WorldCat: E39PBJkxMHDVXWpycD76g6hT73